# 데이비드 잭
데이비드 본 나이팅게일 잭(David Bone Nightingale Jack, 1899년 4월 3일 ~ 1958년 10월 9일)은 웸블리 스타디움 역사상 첫 골을 기록했고 세계에서 최초로 10,000 파운드의 이적료를 기록한 잉글랜드의 축구 선수다.

## 같이 보기
- 1923년 잉글랜드 FA컵 결승전